# Elbelus wierzbowskae
Elbelus wierzbowskae är en insektsart som beskrevs av Irena Dworakowska 1972. Elbelus wierzbowskae ingår i släktet Elbelus och familjen dvärgstritar.
Artens utbredningsområde är Vietnam. Inga underarter finns listade i Catalogue of Life.